# Timoteo Esteban Vega
Timoteo Esteban Vega (1921-2015) fue un periodista español.

## Biografía
Nacido en Zamora en 1921, se licenció en la Escuela Oficial de Periodismo en 1942. Realizó buena parte de su carrera en periódicos pertenecientes a la Cadena de Prensa del Movimiento. Poco después de obtener el título de periodista empezó a trabajar en el diario Imperio de Zamora, periódico que acabaría dirigiendo. Posteriormente dirigió los diarios Libertad, El Norte de Castilla, Información, La Tarde y Suroeste —este último, de forma temporal—. Tras el cierre de La Tarde pasó trabajar en el diario Sur como director-adjunto. Se jubiló en 1980. Retirado de la vida pública, falleció en Málaga en 2015.